# صموئيل بطريرك الإسكندرية
صموئيل (Πατριάρχης Σαμουήλ) بطريرك الإسكندرية للروم الأرثوذكس من 1710 الي 1712 ثم من 1714 الي 1723. 
بعد انتخابه واجه مشكلة الانتخاب الموازي من قبل البطريركية المسكونية لكلوديوس كوزماس (رئيس أساقفة سيناء سابقا) بطريركًا للإسكندرية ، واستصدر البطريرك المسكوني مرسوم من السلطان يعترف به كرئيس لكنيسة الإسكندرية للروم الأرثوذكس. أدى هذا الإجراء إلى توترات بين كنيسة الاأسكندرية وكنيسة القسطنطينية ووصل صموئيل عام 1713 للتفاوض مع البابا كليمنت الحادي عشر حول اتحاد بطريركية الإسكندرية بالكنيسة الكاثوليكية.
وقد وقع صموئيل علي إعتراف عن نبذه للأرثوذكسية ، وتم أخبار البابا عن اعتناق صموئيل للكاثوليكية في 28 أبريل 1713. هوجم صموئيل على الفور من قبل أتباعه ، مما دفع كليمنت الحادي عشر لطلب حمايته من القادة الأوروبيين ، وخصوصا لويس الرابع عشر ملك فرنسا . تشير الوثائق ، مع ذلك ، إلى أن قبضة الكنيسة الرومانية على صموئيل كانت ضعيفة ولم تصل الي ما كان يأمله كليمنت الحادي عشر. ولذلك طلبوا منه الإخلاص للكنيسة الرومانية ورفضوا إرسال إعانات مالية للكنائس المصرية حتى يتم إعلان الاتحاد بالكامل بين كنيسة الإسكندرية للروم الأرثوذكس والكنيسة الكاثوليكية .  بعد ذلك بعامين ، اعترف البطريرك المسكوني الجديد كيبريان بصموئيل كبطريرك الإسكندرية . توفي صموئيل في سبتمبر 1723 . 